# Hellmuth Stieff
Hellmuth Stieff (6 de junio de 1901 - 8 de agosto de 1944) fue un general alemán y un miembro del OKH (Cuartel General del Ejército Alemán) durante la II Guerra Mundial. Tomó parte en los intentos de la resistencia alemana de asesinar a Adolf Hitler los días 7 y 20 de julio de 1944.

## Carrera
Stieff nació en Deutsch Eylau (ahora Iława, Polonia) en la provincia de Prusia Occidental. Se graduó en la Escuela de Infantería de Múnich del Reichswehr, el Ejército alemán, después de la I Guerra Mundial en 1922, y fue comisionado como teniente de infantería. Ya en 1927, el joven Stieff sirvió en apoyo del Estado Mayor General.
Stieff se unió al Estado Mayor General de la Wehrmacht en 1938, sirviendo en el Organisationsabteilung (departamento de coordinación) a las órdenes del Mayor Adolf Heusinger. Reconocido por sus excelentes habilidades organizativas, Stieff en octubre de 1942 fue seleccionado como Jefe de Organización del OKH, a pesar del fuerte desagrado personal de Hitler. Hitler llamaba al joven Stieff "pequeño enano venenoso". 
A partir de la invasión de Polonia de 1939, Stieff aborreció la estrategia militar nazi. Cuando estuvo en Varsovia en noviembre de 1939, escribió cartas a su esposa expresando su disgusto y desesperación por la conducta de Hitler en la guerra y por las atrocidades cometidas en la Polonia ocupada. Escribió que se había convertido en un "instrumento de un deseo despótico de destruir sin consideración por la humanidad o simple decencia."

## Combatiente de la resistencia

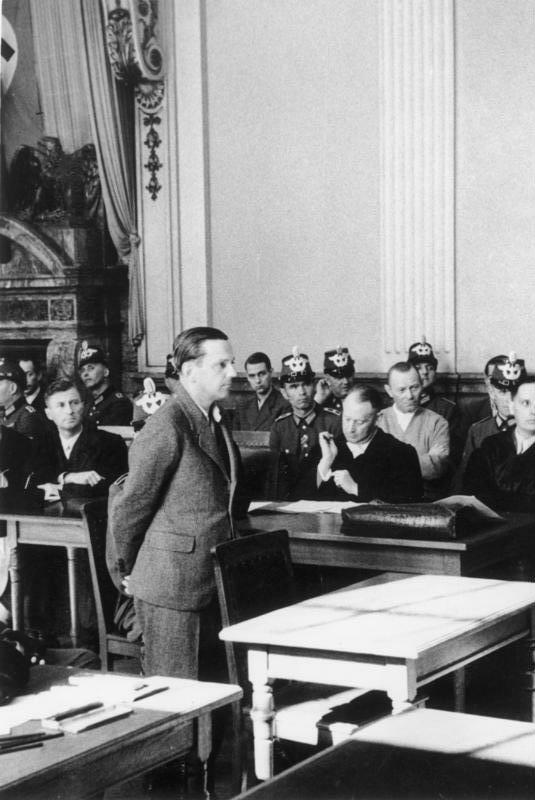
Hellmuth Stieff en el juicio ante el Tribunal del Pueblo el 7 de agosto, el día antes de su ahorcamiento.

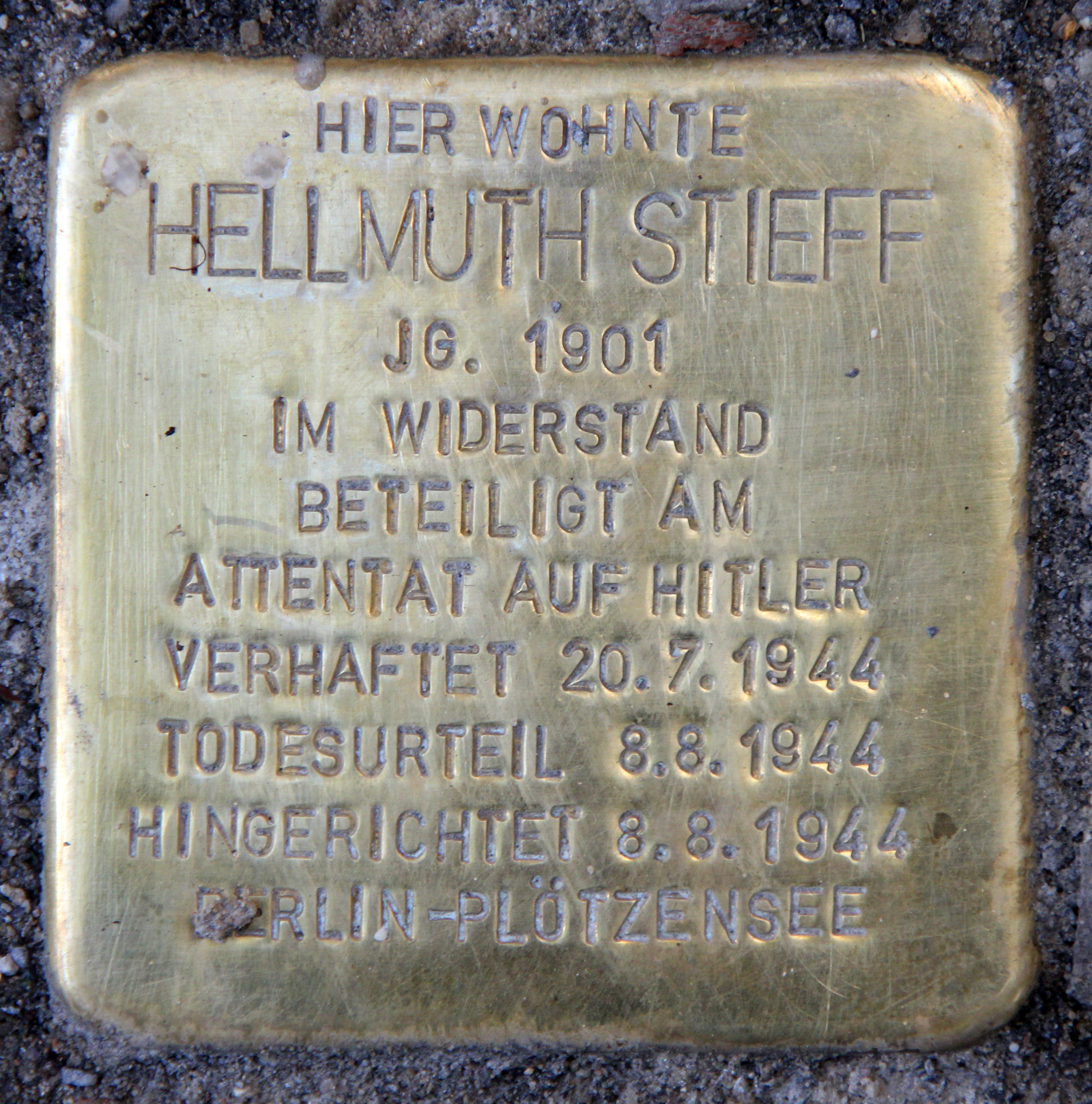
Placa conmemorativa dedicada a Stieff en el muro de un edificio en Berlín donde vivió una vez.

Invitado por el General Henning von Tresckow, Stieff se unió a la resistencia alemana en el verano de 1943. Aprovechándose de estar al cargo del Organisationsabteilung, adquirió y custodió todo tipo de explosivos, incluso algunos de procedencia extranjera. Él proporcionó los explosivos para el cancelado intento de asesinar a Hitler de von dem Bussche en el Wolfsschanze (Guarida del Lobo) en noviembre.
Como uno de los oficiales que tenían acceso ocasional a Hitler, se ofreció voluntario para matar a Hitler él mismo en un ataque suicida pero después se echó atrás a pesar de las repetidas solicitudes de Tresckow y el Coronel Claus von Stauffenberg de llevar a cabo el asesinato. El 7 de julio de 1944, durante una demostración de nuevos uniformes a Hitler en el palacio de Klessheim, un palacio cerca de Salzburgo, Stieff estuvo indispuesto para estallar la bomba. Stauffenberg, entonces, decidió matar a Hitler él mismo.
En la mañana del 20 de julio, Stieff voló con Stauffenberg y el Teniente Werner von Haeften en el avión Heinkel He 111 proporcionado por el General Eduard Wagner de Berlín al Wolfsschanze. En la noche fue arrestado y brutalmente interrogado bajo tortura por la Gestapo. Stieff resistió durante varios días contra los intentos de extraerle los nombres de otros conspiradores. Expulsado de la Wehrmacht, fue juzgado por el Tribunal del Pueblo (Volksgerichtshof) presidido por Roland Freisler y sentenciado a muerte el 8 de agosto de 1944. Como petición personal de Hitler, Stieff fue ejecutado por ahorcamiento en la tarde del mismo día en la prisión de Plötzensee en Berlín.